# ピオ・バローハ
ピオ・バローハ・イ・ネッシ（Pío Baroja y Nessi, 1872年12月28日 - 1956年10月30日）は、スペイン・ギプスコア県サン・セバスティアン出身の小説家・医者。「98年世代」の作家であり、戯曲や伝記を著した。
バローハの家族は他にも著名人が多く、兄リカルド・バローハは作家・彫刻家・画家、妹のカルメン・バローハは作家で人類学者であり、その息子（ピオの甥）のフリオ・カロ・バローハも人類学者であった。
マドリードで医学を修了し、パン工場の経営者と嘱託医になるが、ドイツの哲学者であるフリードリヒ・ニーチェ、アルトゥール・ショーペンハウアーらの著作に影響され、文学に関心を持つようになる。
バローハは主にマドリードやバスク地方で行動的な人間が登場するピカレスク風の作品を書き、主著は全3部作からなる『生存競争』『知恵の木』 (El árbol de la ciencia) である。なお、戯曲では1913年から1935年にかけて執筆された22巻にも及ぶ、懐疑、陰鬱の人生観に支配された苦悩の人物が登場する一方、革命運動に捧げた冒険家を主人公にした、歴史小説『Memorias de un hombre de acción』が主著である。
1956年10月30日にマドリードで亡くなる。
バローハの著作は永田寛定、笠井鎮夫らにより日本語訳されている。

## 作品
ピオ･バローハは自身の作品を9つの三部作、一つの四部作としてまとめているが、これらには共通の特徴（テーマ）を見出すことが困難なものも多い。
- Tierra vasca：La casa de Aitzgorri（1900年）、El mayorazgo de Labraz（1903年）、Zalacaín el aventurero（1909年）
- La lucha por la vida：La busca（1904年）、Mala hierba（1904年）、Aurora roja（1904年）
- La raza：El árbol de la ciencia（1911年）、La dama errante（1908年）、La ciudad de la niebla (1909年）
- El pasado：La feria de los discretos（1905年）、Los últimos románticos（1906年）、Las tragedias grotescas（1907年）
- La vida fantástica：Aventuras, inventos y mixtificaciones de Silvestre Paradox（1901年）、Camino de perfección（1901年）、Paradox rey（1906年）、
- Las ciudades：César o nada（1910年）、El mundo es ansí（1912年）、La sensualidad pervertida: ensayos amorosos de un hombre ingenuo en una época de decadencia（1920年）
- El mar：Las inquietudes de Shanti Andía（1911年）、El laberinto de las sirenas（1923年）、Los pilotos de altura（1931年）、La estrella del capitán Chimista（1930年）
- Los amores tardíos：El gran torbellino del mundo（1926年）、Las veleidades de la fortuna（1927年）、Los amores tardíos（1942年）
- La selva oscura：La familia de Errotacho（1932年）、El cabo de las tormentas（1932年）、Los visionarios（1932年）
- La juventud perdida：Las noches del Buen Retiro（1934年）、Locuras de carnaval（1937年）、El cura de Monleón（1936年）

### 翻訳
- 『水車小屋の兄弟』永田寛定訳、弘文堂書房（1940年）
- 『バスク牧歌調』笠井鎮夫訳、ゆまに書房（2008年）、ISBN 978-4-8433-2732-6
- 『知恵の木』前田明美訳、水声社（2009年）ISBN 978-4-89176-725-9